# Youssef Hadji
Youssef Hadji, auch Yossouf Hadji (Zentralatlas-Tamazight ⵢⵓⵙⵓⴼ ⵃⴰⴷⵊⵉ Yusuf Ḥadji; * 25. Februar 1980 in Ifrane) ist ein ehemaliger französisch-marokkanischer Fußballspieler.

## Geburt und Kindheit
Hadji kam in der marokkanischen Stadt Ifrane zur Welt. Mit seiner Familie wanderte er in frühester Kindheit nach Frankreich aus und wurde in der lothringischen Kleinstadt Creutzwald sesshaft.

## Karriere

### Verein
Youssef Hadji begann seine Karriere 1998 beim AS Nancy. Mit diesem Klub stieg er 2000 aus der Division 1 ab. Nach dem mehrmals der Wiederaufstieg misslang, wechselte er den Verein. Er erzwang den Wiederaufstieg, als er beim damaligen Erstligisten SC Bastia anheuerte. Als er mit diesem Klub 2005 aus der ersten Liga abstieg, wechselte er zu Stade Rennes, mit dem er auch im Europapokal spielte. Nach zwei Jahren kehrte Hadji zum AS Nancy zurück, die mittlerweile selber in der ersten Liga spielten. Nach vier Jahren verließ er Nancy zum zweiten Mal. Dieses Mal wechselte Hadji wieder zu Stade Rennes.
Zum Sommer 2013 wechselte er in die türkische Süper Lig zu Sanica Boru Elazığspor. Hier kam er im Ligabetrieb jedoch nur sechsmal zum Einsatz, sodass er den Verein nach nur einer Saison im Sommer 2014 wieder verließ. Hadji wechselte zu seinem ehemaligen Verein AS Nancy.

### Nationalmannschaft
Von 2003 bis 2012 spielte Hadji für die A-Nationalmannschaft Marokkos.

## Persönliches
Youssef Hadji ist verheiratet und hat zwei Töchter. Außerdem hat er einen Neffen namens Samir Hadji (der Sohn von Mustapha Hadji). Beide spielten zwischen 2009 und 2010 beim AS Nancy zusammen. Samir Hadji spielte allerdings nur in der Reservemannschaft.
Hadji besitzt die Staatsbürgerschaften von Frankreich und Marokko.